# 欧里站
欧里站是一个大郑线上的铁路车站，位于内蒙古自治区科尔沁左翼中旗欧里村，建于1922年，目前为四等站，邮政编码为029312。目前客运：办理旅客乘降；行李、包裹托运；货运：办理整车货物发到。